# Temporada de ciclones na região da Austrália de 2017-2018
A temporada de ciclones da região australiana de 2017–18 foi um período médio de formação de ciclones tropicais no sul do Oceano Índico e no sul do Oceano Pacífico, entre 90°E e 160°E, com 11 tempestades nomeadas, das quais 3 se intensificaram em ciclones tropicais severos. Outros dois ciclones tropicais, Cempaka (região da Indonésia ao norte de 10°S) e Flamboyan (área de responsabilidade da Indonésia e La Réunion) ocorreram fora da região australiana, mas estão incluídos nas descrições abaixo. A temporada começou oficialmente em 1 de novembro de 2017 e terminou em 30 de abril de 2018; no entanto, os ciclones tropicais podem se formar em qualquer época do ano, como demonstrado pela primeira baixa tropical da temporada no início de agosto. Qualquer sistema tropical que se formar entre 1 de julho de 2017 e 30 de junho de 2018 contará para o total da temporada. Durante a temporada, os ciclones tropicais serão monitorados oficialmente por um dos cinco centros de alerta de ciclones tropicais (TCWCs) que operam nesta região. Três dos cinco centros são operados pelo Australian Bureau of Meteorology (BOM) em Perth, Darwin e Brisbane, enquanto os outros dois são operados pelo Serviço Nacional de Meteorologia da Papua Nova Guiné em Port Moresby e pela Agência Indonésia de Meteorologia, Climatologia e Geofísica em Jacarta. O Joint Typhoon Warning Center (JTWC) dos Estados Unidos e outros serviços meteorológicos nacionais, incluindo Météo-France em Réunion, também monitoraram a bacia durante a temporada.

## Previsões sazonais
| Região                                                       | Número médio | Chance de mais | Chance de menos | Atividade real |
| ------------------------------------------------------------ | ------------ | -------------- | --------------- | -------------- |
| Todo                                                         | 11           | 56%            | 44%             | 11             |
| Ocidental                                                    | 7            | 52%            | 48%             | 4              |
| Noroeste                                                     | 5            | 56%            | 44%             | 4              |
| Norte                                                        | 3            | 53%            | 47%             | 2              |
| Oriental                                                     | 4            | 54%            | 46%             | 2              |
| Fonte: Perspectivas sazonais do BOM para ciclones tropicais. |              |                |                 |                |

Em outubro, antes da temporada de ciclones tropicais, o Bureau of Meteorology emitiu uma previsão de ciclones tropicais para a próxima temporada de 2017–18, que seria oficialmente de 1 de novembro de 2017 a 30 de abril de 2018. As previsões sazonais foram emitidas para a bacia como um todo, bem como para as regiões Leste, Norte e Oeste e para a sub-região Noroeste. As previsões levaram em conta vários fatores, incluindo as últimas condições neutras a fracas de La Niña que foram observadas no Oceano Pacífico tropical. As perspectivas mostraram que a atividade na bacia como um todo, bem como para cada uma de suas regiões individuais, estaria próxima da média. Para a região oeste entre 90°E e 125°E, o BOM previu que a área também veria atividade ligeiramente acima de sua média de 7, com 52% de chance de ocorrência de um número acima da média de ciclones tropicais. O TCWC Perth também observou que havia uma probabilidade de dois ciclones tropicais e uma probabilidade significativa de pelo menos um ciclone tropical severo impactar a Austrália Ocidental. Para a sub-região Noroeste entre 105°E e 130°E, previu-se que a atividade estaria acima da média, com 56% de chance de atividade de ciclones tropicais acima da média. O Território do Norte, que foi definido entre 125°E e 142,5°E, teve 53% de chance de uma temporada acima da média. Prevê-se que a região leste entre 142,5°E e 160°E tenha uma temporada de ciclones tropicais ligeiramente acima do normal, com 54% de chance de atividade de ciclones tropicais acima da média.

## Sistemas

### Baixa tropical 01U
Em 8 de agosto, o TCWC Perth começou a monitorar uma baixa tropical localizada a aproximadamente 850 km a oeste-noroeste das Ilhas Cocos, no 90º meridiano leste - a borda oeste da área de responsabilidade do BOM. A baixa tropical moveu-se na direção oeste-sudoeste e atingiu 35 km/h ventos sustentados ao sul do centro de circulação, e uma pressão barométrica mínima de 1005 hPa (29,68 inHg). A tempestade saiu da região australiana no mesmo dia.

### Ciclone tropical Cempaka
Em 22 de novembro, TCWC Perth e TCWC Jakarta começaram a monitorar uma fraca baixa tropical que se desenvolveu cerca de 332 km ao sul da cidade de Surabaya. Às 06:00 UTC de 26 de novembro, o TCWC Jakarta começou a emitir alertas e foi classificado como uma depressão tropical. O JTWC, no entanto, emitiu um Alerta de Formação de ciclone tropical no início de 27 de novembro, afirmando que as imagens de satélite mostravam convecção em chamas perto de seu centro. Várias horas depois, o TCWC Jakarta atualizou o sistema para um ciclone tropical, dando o nome de Cempaka. Os ventos do ciclone também levaram cinzas do Monte Agung, em Bali, para o oeste, para suas praias populares e para o extremo leste de Java. Em 30 de novembro, Cempaka enfraqueceu para uma baixa tropical, enquanto virava para sudoeste. TCWC Perth mencionou Cempaka pela última vez em 1 de dezembro.
Embora Cempaka nunca tenha atingido a costa, as chuvas da tempestade causaram graves inundações e deslizamentos de terra na metade sul de Java e Bali, matando pelo menos 41 pessoas e destruindo muitas casas e empresas.

### Baixa tropical 04U
Em 24 de novembro, o TCWC Darwin começou a monitorar uma fraca baixa tropical que se desenvolveu no Mar de Banda. O sistema moveu-se em uma direção lenta e atingiu uma pressão mínima de 1005 hPa, até que foi mencionado pela última vez em 29 de novembro.

### Ciclone tropical Dahlia
A baixa tropical 03U foi notado pela primeira vez como uma depressão tropical pelo TCWC Jakarta em 24 de novembro, enquanto estava localizado a cerca de 1 500 km a oeste de Jacarta, Indonésia. Em 29 de novembro, o TCWC Jacarta atualizou o sistema para um ciclone tropical, recebendo o nome de Dahlia, tornando-se a primeira vez em que pelo menos dois ciclones foram formados e nomeados pelo TCWC Jacarta em uma única temporada. O JTWC seguiu o exemplo no dia seguinte, designando o sistema como 01S. A melhor reanálise da trilha pelo Bureau of Meteorology concluiu que Dahlia atingiu a intensidade do ciclone tropical como categoria 2, com ventos sustentados de 50 nós em 1 de dezembro e uma pressão barométrica mínima de 985 hPa. Dahlia manteve sua intensidade por várias horas até que a tempestade se moveu para sudeste e começou a enfraquecer rapidamente em 2 de dezembro, ao interagir com o ex-ciclone tropical Cempaka. Dahlia se reintensificou brevemente por um período em 3 de dezembro. Posteriormente, o BoM emitiu seu boletim final sobre Dahlia no início de 4 de dezembro. TCWC Perth monitorado pela última vez em Dahlia em 5 de dezembro.

### Ciclone tropical Hilda
Em 26 de dezembro, o BoM informou que uma baixa tropical havia se desenvolvido ao largo da costa de Kimberley, cerca de 330 km ao norte de Derby. O sistema posteriormente moveu-se para o sul-sudoeste paralelo à costa, à medida que se desenvolveu antes de se mover por terra para o sudoeste do Cabo Leveque. O sistema foi posteriormente classificado como uma categoria 1 ciclone tropical em 27 dezembro e nomeado Hilda pelo BoM, enquanto estava localizado no interior perto de Broome com base em relatos de ventos fortes persistentes do aeroporto de Broome. Logo de volta à água, o sistema se fortaleceu mais, e foi classificado como Categoria 2 ciclone tropical com ventos máximos de 95 km/h em 10 minutos. No final do mesmo dia, Hilda fez um segundo e último pouso ao norte de Bidyadanga quase no pico de intensidade. No interior, o ciclone moveu-se para sul-sudeste, enfraquecendo para uma baixa tropical na tarde de 28 dezembro, e então se dissipando no dia seguinte. No geral, Hilda causou apenas danos menores ao se mover pelo oeste de Kimberley.

### Ciclone tropical Irving
Em 3 de janeiro, uma baixa tropical se desenvolveu a sudoeste de Sumatra. Às 06:00 UTC de 5 de janeiro, o TCWC Perth começou a emitir avisos sobre o sistema, usando o identificador 08U. O TCWC Perth registrou ventos de 75 km/h, apesar do sistema não ter a estrutura de um ciclone tropical. No dia seguinte, 08U então se fortaleceu em um ciclone tropical de categoria 1, com a tempestade recebendo o nome de Irving, a quarta tempestade nomeada da temporada. Três horas depois, o JTWC fez o mesmo e deu ao sistema a designação 04S. O TCWC Perth, no entanto, descontinuou os alertas depois que Irving saiu da bacia às 12:00 UTC do mesmo dia.

### Ciclone tropical Joyce
Uma baixa tropical se desenvolveu sobre o Golfo de Joseph Bonaparte em 7 de janeiro de 2018 e se moveu sobre a região de Kimberley, na Austrália Ocidental, no dia seguinte. Em 10 de janeiro, a baixa moveu-se para o mar e começou a se desenvolver, e o sistema foi atualizado para um ciclone tropical, chamado Joyce, em 11 de janeiro. O sistema atingiu a costa da Austrália Ocidental no dia seguinte. Os remanescentes do ciclone Joyce trouxeram fortes chuvas para a área metropolitana de Perth em 15 de janeiro; um total de 96 mm de chuva em 24 horas caiu em Perth, enquanto Rottnest Island registrou a maior quantidade de chuva no metrô, que foi um total de 142 mm.

### Baixa tropical 11U
Um sistema lento trouxe chuvas abundantes para uma ampla faixa costeira da Austrália. Em Kimberley, Austrália Ocidental, acumulações de chuva quase recorde de 639 mm em quatro dias causou extensas inundações. Em um período de 24 horas, 439 mm de chuva caiu em Broome, Austrália Ocidental, com inundações em algumas áreas atingindo profundidades de 1.2 to 1.5 m (4 to 5 ft). Partes da Great Northern Highway e da estrada Cape Leveque foram fechadas. As áreas costeiras experimentaram ventos fortes que atingiram 100 km/h com rajadas de 125 km/h ; esses ventos derrubaram muitas árvores e linhas de energia.  Os efeitos da baixa foram considerados substancialmente piores do que Hilda e Joyce, ciclones tropicais que afetaram a mesma região no início da temporada.

### Ciclone tropical severo Kelvin
O ciclone tropical Kelvin se formou em 12 de fevereiro e rapidamente se intensificou em uma tempestade de categoria 2 (escala australiana) e uma tempestade de categoria 1 (Saffir-Simpson). Kelvin sustentou a intensidade do ciclone ou furacão até se dissipar em 20 de fevereiro. O ciclone tropical Kelvin trouxe fortes chuvas generalizadas para a região de Kimberley, que já havia sido saturada por outros sistemas de ciclones tropicais. Como resultado, ocorreram inundações significativas em partes do Kimberley, inclusive nas cidades de Broome e Bidyadanga. Danos materiais foram sofridos em Broome e Anna Plains Station, onde o ciclone atingiu a costa, bem como danos à infraestrutura na Great Northern Highway como resultado das fortes chuvas e inundações.

### Ciclone tropical Linda
Em 11 de março, imagens de satélite mostraram que a convecção atmosférica persistia em torno de um centro de circulação de baixo nível, que se desenvolveu em 160°E a sudoeste das Ilhas Salomão. O sistema foi posteriormente classificado como baixa tropical 21U pelo BoM e distúrbio tropical 10F pelo FMS mais tarde naquele dia.   Nos dias seguintes, o sistema desenvolveu-se gradualmente à medida que se movia para o sul, para o Mar de Coral, através de uma área de temperatura quente da superfície do mar de cerca de 29–30 °C (84–86 °F) e cisalhamento vertical do vento baixo a moderado.
Em 11 de março, o Serviço Meteorológico de Fiji informou que o distúrbio tropical 10F havia se desenvolvido cerca de 85 km ao sudoeste da província de Rennell e Bellona das Ilhas Salomão. O sistema estava mal organizado, com a convecção atmosférica deslocada para leste do centro de circulação de baixo nível. Na manhã de 12 de março, após algum fortalecimento moderado, o JTWC elevou a perturbação para uma depressão tropical, e o Bureau of Meteorology atribuiu ao sistema a designação de baixa tropical 21U. No final do mesmo dia, o JTWC avaliou que o sistema estava produzindo ventos fortes e o atualizou para o status de tempestade tropical na escala Saffir-Simpson. A tempestade moveu-se geralmente para o sul e entrou na região australiana às 10:00 AEST em 13 de março. Apesar de estar exposto a condições atmosféricas geralmente desfavoráveis para o desenvolvimento de ciclones tropicais, a baixa tropical se fortaleceu em um ciclone tropical de categoria 1 na escala australiana seis horas depois. A tempestade foi batizada de "Linda" e foi o primeiro ciclone tropical na região leste na temporada 2017-18. O ciclone tropical Linda atingiu seu pico de intensidade às 22:00 AEST de 13 de março, com 75 km/h 10 minutos de ventos sustentados, 95 km/h ventos sustentados de um minuto e uma pressão atmosférica mínima de 993 hPa (29.3 inHg).
Algumas horas depois, a tempestade assumiu um curso mais para sudoeste em direção à costa sul de Queensland. Como resultado da deterioração das condições atmosféricas e do resfriamento da temperatura da superfície do mar devido ao afastamento das águas equatoriais quentes, Linda enfraqueceu para uma baixa subtropical no meio da manhã de 14 de março, tendo passado menos de 24 horas como um ciclone. O JTWC procedeu ao rebaixamento do sistema abaixo da intensidade da tempestade tropical às 04:00 AEST em 25 de março. A baixa remanescente fez a transição para uma trilha sul-sudeste e continuou a decair enquanto viajava aproximadamente paralela ao litoral, finalmente se dissipando em 16 de março.
O ex-ciclone tropical Linda passou em cerca de 300 km da Ilha Fraser em sua aproximação mais próxima da Austrália, e produziu grandes ondas e swell que foram experimentados nas praias expostas do sul de Queensland. Devido às perigosas condições de surfe, muitas praias ao sul da Ilha Fraser foram fechadas nos dias 14 e 15 de março para a segurança do público. Áreas fora de partes da Sunshine Coast experimentaram ondas de até 8 m, e 1 m de erosão da praia ocorreu na Gold Coast. Ventos sustentados com força de vendaval foram registrados no continente australiano em Double Island Point em 14 Março, com rajadas até 85 km/h.

### Ciclone tropical severo Marcus
Em 14 de março, o Australian Bureau of Meteorology emitiu avisos de ciclone para Darwin, as Ilhas Tiwi e partes do noroeste de Top End. 
Marcus se formou ao norte das Ilhas Tiwi como um ciclone tropical de categoria 1 na escala australiana e foi atualizado para a categoria 2 horas antes de atingir a costa do Território do Norte em 17 de março. Grandes eventos e voos de e para Darwin foram cancelados. Ao se afastar da costa, Marcus se intensificou acentuadamente e, em 21 de março, o ciclone Marcus atingiu o status de categoria 5 em ambas as escalas de ciclones. A partir de então, Marcus começou uma fase de enfraquecimento, passando pela Austrália Ocidental e se tornando uma baixa remanescente em 24 de março. 

### Ciclone tropical severo Nora
Na tarde de 19 de março, o Bureau of Meteorology informou sobre o desenvolvimento de uma fraca baixa tropical no Estreito de Torres, ao norte da Ilha Thursday. Dois dias depois, na tarde de 21 de março, os boletins de alerta sobre ciclones tropicais foram iniciados quando a baixa tropical começou a se desenvolver, e um alerta de ciclone foi emitido para a região costeira do extremo nordeste de Top End. Nesta fase, o sistema foi previsto para coalescer em um ciclone tropical por volta das 4:00. am em 23 de março ( ACST ) e, em seguida, atingir a força do ciclone tropical severo por volta das 4:00 tarde do dia seguinte. Na tarde de 22 de março, o Joint Typhoon Warning Center atualizou o sistema de reforço para uma tempestade tropical. Mais tarde no mesmo dia, o Bureau of Meteorology identificou que ventos fortes e contínuos se desenvolveram no semicírculo norte do sistema; no entanto, o sistema ainda era classificado como uma baixa tropical, pois esses ventos não se estendiam além da metade do centro de circulação. Em 23 de março, o sistema se organizou suficientemente em um ciclone tropical e foi nomeado Nora pelo BoM. Nos próximos dias, Nora se intensificou em um ciclone tropical severo de categoria 3, antes de chegar ao Top End nessa intensidade. Posteriormente, Nora gradualmente começou a enfraquecer, degenerando em uma baixa tropical logo depois. Em 26 de março, a baixa remanescente de Nora estagnou e começou a serpentear lentamente no sentido anti-horário sobre o Top End. Em 27 de março, o remanescente de Nora mudou-se para o oeste através do Golfo de Carpentaria. No dia seguinte, o remanescente de Nora atingiu a costa australiana mais uma vez e se dissipou.

### Ciclone tropical Iris
Durante 24 de março, o BoM informou que o ciclone Iris se mudou para a região australiana do Pacífico Sul como um ciclone tropical de categoria 1, enquanto localizado a cerca de 520 km ao sul de Honiara nas Ilhas Salomão. De acordo com o BoM, o sistema enfraqueceu rapidamente para uma baixa tropical durante aquele dia, à medida que avançava na região australiana. Por outro lado, o JTWC informou que Iris havia se desenvolvido em um ciclone tropical por volta das 04:00 AEST em 25 de março (18:00 UTC em 24 de março), quando havia boa divergência no ar e um canal de saída em direção aos pólos formativo, embora alto cisalhamento vertical do vento continuou impactando o sistema. Seguindo geralmente para o sul ao longo da periferia oeste de uma crista quase equatorial, Iris permaneceu fraco com um centro de circulação de baixo nível exposto, o que resultou no aviso final do JTWC sendo emitido às 09:00 UTC em 27 de março, como temperaturas mais frias da superfície do mar erodiram ainda mais o sistema totalmente cisalhado. Em 28 de março, o Iris desacelerou e passou a apresentar características subtropicais. A baixa subtropical começou a se mover para noroeste, paralela à costa de Queensland em 29 de março. O JTWC emitiu um Alerta de Formação de ciclone tropical para Iris novamente em 1 de abril, devido ao aumento da quantidade de convecção persistente e à melhoria das bandas de baixo nível. Esses fatores indicaram que Iris havia feito a transição de volta para uma baixa tropical no mesmo dia, ao virar para o sul-sudeste.
Tanto o BoM quanto o JTWC relataram que Iris havia se transformado em um ciclone tropical por volta das 10:00 AEST (00:00 UTC) em 2 de abril, apoiado por estimativas da técnica Dvorak, bem como vendavais sustentados registrados pela estação meteorológica automática em Flinders Reef. Meio dia depois, a estação registrou ainda ventos máximos sustentados de 58 kn (107 km/h). Graças ao fraco cisalhamento vertical do vento, SSTs quentes a 28 °C e excelente escoamento em direção aos pólos, o BoM indicou que Iris se intensificou ainda mais em um ciclone tropical de categoria 2 por volta das 04:00 AEST em 3 de abril (18:00 UTC em 2 de abril ), com ventos sustentados máximos estimados de 10 minutos em 100 km/h. Iris tornou-se quase estacionário no mesmo dia, devido às influências de direção concorrentes de uma cordilheira quase equatorial localizada a nordeste e uma cordilheira subtropical ancorada sobre a Austrália. No início de 3 de abril, Iris retomou sua rota sul-sudeste e virou para leste; ao mesmo tempo, o centro de circulação de baixo nível tornou-se parcialmente exposto, com convecção profunda persistindo apenas na periferia sul da tempestade, mostrando que a intensificação havia parado.
Às 04:07 AEST em 4 de abril (18:07 UTC em 3 de abril), imagens de micro-ondas revelaram que Iris formou brevemente uma parede ocular rasa, levando o JTWC a indicar que Iris atingiu seu pico de intensidade em 10:00 AEST (00:00 UTC), com a mesma estimativa do BoM 30 horas antes. No entanto, o BoM rebaixou Iris para um ciclone tropical de categoria 1 às 16:00 AEST (06:00 UTC), como o ambiente desfavorável com cisalhamento de vento noroeste moderado, fluxo de saída fraco de nível superior, ar seco penetrante e SSTs de suporte marginal em cerca de 26 °C, começou a impactar o sistema cisalhado.

### Ciclone tropical Flamboyan
O Flamboyan foi formado em 27 de abril, antes de se mudar para a bacia do sudoeste do Oceano Índico em 28 de abril. Depois, o sistema começou a se intensificar. Flamboyan ocorreu fora da região australiana, tendo se desenvolvido ao norte de 10S na área de responsabilidade da Indonésia antes de se mover para o sudoeste na área de responsabilidade de La Réunion.

### Outros sistemas
Em 1 de dezembro, uma baixa tropical se formou ao sul de Java. A baixa tropical moveu-se rapidamente para sudoeste, antes de se dissipar no dia seguinte.
Em 1 de janeiro, o TCWC Perth começou a rastrear uma pequena e fraca baixa tropical ao sul de Bali. O sistema foi mencionado pela última vez no dia seguinte.
Em 14 de janeiro, uma baixa tropical fraca se desenvolveu cerca de 750 km ao noroeste de Exmouth. A baixa tropical moveu-se na direção geral do oeste por vários dias, até que foi monitorada pela última vez pelo TCWC Perth em 19 de janeiro.
Desde o início da temporada 2008-09, houve apenas uma lista da qual o Bureau de Meteorologia atribuiu nomes a ciclones tropicais, apesar de ainda operar três centros de alerta de ciclones tropicais separados (TCWCs) em Perth, Darwin e Brisbane. Esses centros de alerta monitoram todos os ciclones tropicais que se formam na região australiana, incluindo qualquer um dentro das áreas de responsabilidade do TCWC Jakarta ou TCWC Port Moresby. Um total de sete ciclones tropicais foram nomeados pelo BOM durante a temporada; estes estão listados abaixo.
- Hilda
- Irving
- Joyce
- Kelvin
- Linda
- Marcus
- Nora

### TCWC Jacarta
O TCWC em Jacarta, operado pela Agência Indonésia de Meteorologia, Climatologia e Geofísica, monitora ciclones tropicais desde o Equador até 11°S e entre as longitudes 90°E e 145°E. As depressões tropicais que atingiram a força do ciclone tropical nesta região foram nomeadas pelo TCWC Jacarta. Isso ocorreu um total recorde de três vezes nesta temporada, e os nomes usados estão listados abaixo.

### TCWC Port Moresby
Os ciclones tropicais que se desenvolvem entre o Equador e 11°S, entre 151°E e 160°E, recebem nomes do TCWC em Port Moresby, Papua Nova Guiné. A formação de ciclones tropicais nesta área é rara, sem ciclones sendo nomeados desde 2007. Uma lista cronológica não é usada; em vez disso, os nomes são selecionados em ordem aleatória de um conjunto de nomes.

### Aposentadoria de nome
Devido aos danos que o ciclone Marcus causou em Darwin e sua subsequente intensificação em um poderoso ciclone tropical severo de categoria 5, o BOM retirou o nome Marcus de sua lista de nomes. Foi substituído por Marco.

## Efeitos sazonais
| Nome                | Datas ativo              | Classificação máxima                | Velocidade de vento sustentados | Pressão              | Áreas afetadas                                         | Danos (USD)  | Fatalidades  | Refs          |
| ------------------- | ------------------------ | ----------------------------------- | ------------------------------- | -------------------- | ------------------------------------------------------ | ------------ | ------------ | ------------- |
| 01U                 | 8 Agosto                 | Baixa tropical                      | 35 km/h (20 mph)                | 1005 hPa (29.7 inHg) | Nenhum                                                 | Nenhum       | Nenhum       |               |
| Cempaka             | 21 – 29 Novembro         | Ciclone tropical categoria 1        | 65 km/h (40 mph)                | 998 hPa (29.5 inHg)  | Indonesia                                              | Desconhecido | 41           | [ 14 ]        |
| 04U                 | 26 – 29 Novembro         | Baixa tropical                      | Não definido                    | 1005 hPa (29.7 inHg) | Indonesia                                              | Nenhum       | Nenhum       |               |
| Dahlia              | 25 novembro – 4 Dezembro | Ciclone tropical categoria 2        | 100 km/h (65 mph)               | 980 hPa (29 inHg)    | Indonesia, Ilha Christmas                              | Desconhecido | Desconhecido |               |
| 05U                 | 1–2 Dezembro             | Baixa tropical                      | Não definido                    | Não definido         | Nenhum                                                 | Nenhum       | Nenhum       |               |
| Hilda               | 26–29 Dezembro           | Ciclone tropical categoria 2        | 100 km/h (60 mph)               | 980 hPa (29 inHg)    | Austrália Ocidental                                    | Menor        | Nenhum       |               |
| 07U                 | 1–2 January              | Baixa tropical                      | Não definido                    | 1006 hPa (29.7 inHg) | Nenhum                                                 | Nenhum       | Nenhum       |               |
| Irving              | 3–6 Janeiro              | Ciclone tropical categoria 1        | 75 km/h (45 mph)                | 993 hPa (29.3 inHg)  | Nenhum                                                 | Nenhum       | Nenhum       |               |
| Joyce               | 6–13 Janeiro             | Ciclone tropical categoria 2        | 95 km/h (60 mph)                | 975 hPa (28.8 inHg)  | Austrália Ocidental                                    | Nenhum       | Nenhum       |               |
| 10U                 | 14–19 Janeiro            | Baixa tropical                      | Não definido                    | Não definido         | Nenhum                                                 | Nenhum       | Nenhum       |               |
| 11U                 | 20 Janeiro – 1 February  | Baixa tropical                      | 75 km/h (45 mph)                | 985 hPa (29.1 inHg)  | Top End, Austrália Ocidental                           | Nenhum       | Nenhum       |               |
| 12U                 | 23–24 janeiro            | Baixa tropical                      | Não definido                    | Não definido         | Nenhum                                                 | Nenhum       | Nenhum       |               |
| Fehi                | 26–28 Janeiro            | Baixa tropical                      | 55 km/h (35 mph)                | 993 hPa (29.3 inHg)  | Ilhas Salomão                                          | Nenhum       | Nenhum       |               |
| 14U                 | 1 Fevereiro              |                                     | Não definido                    | Não definido         | Nenhum                                                 | Nenhum       | Nenhum       |               |
| 15U                 | 9–12 Fevereiro           | Baixa tropical                      | Não definido                    | Não definido         | Nenhum                                                 | Nenhum       | Nenhum       |               |
| Kelvin              | 11–21 Fevereiro          | Ciclone tropical severo categoria 3 | 150 km/h (95 mph)               | 955 hPa (28.2 inHg)  | Top End, Austrália Ocidental, Sul da Austrália         | $25 000 000  | Nenhum       | [ 77 ] [ 78 ] |
| 18U                 | 4–9 março                | Baixa tropical                      | Não definido                    | 1001 hPa (29.6 inHg) | Território do Norte                                    | $40 000 000  | Nenhum       | [ 78 ]        |
| Linda               | 11 – 16 March            | Ciclone tropical categoria 1        | 75 km/h (45 mph)                | 993 hPa (29.3 inHg)  | Ilhas Salomão, Nova Caledónia Queensland meridional    | Nenhum       | Nenhum       |               |
| Marcus              | 14–24 março              | Ciclone tropical severo categoria 5 | 250 km/h (155 mph)              | 905 hPa (26.7 inHg)  | Ilhas Tanimbar, Timor-Leste, Top End, Kimberley        | $75 000 000  | Nenhum       | [ 78 ]        |
| Nora                | 19–26 março              | Ciclone tropical severo categoria 3 | 155 km/h (95 mph)               | 958 hPa (28.3 inHg)  | Nova Guiné, Ilhas Aru, Território do Norte, Queensland | $25 000 000  | Nenhum       | [ 78 ]        |
| 23U                 | 23–25 março              | Baixa tropical                      | Não definido                    | 1004 hPa (29.6 inHg) | Nenhum                                                 | Nenhum       | Nenhum       |               |
| Iris                | 24 março – 9 Abril       | Ciclone tropical categoria 2        | 100 km/h (65 mph)               | 987 hPa (29.1 inHg)  | Ilhas Salomão, Queensland                              | Desconhecido | Desconhecido |               |
| Flamboyan           | 27–28 abril              | Ciclone tropical categoria 1        | 65 km/h (40 mph)                | 1002 hPa (29.6 inHg) | Nenhum                                                 | Nenhum       | Nenhum       |               |
| Totais da temporada |                          |                                     |                                 |                      |                                                        |              |              |               |
| 23 systems          | 8 Agosto – 28 Abril      |                                     | 230 km/h (145 mph)              | 905 hPa (26.7 inHg)  |                                                        | $165 000 000 | 41           |               |